# Бен Такер
Бен Та́кер (англ. Ben Tucker), повне ім'я Бе́нджамін Ме́єр Та́кер (англ. Benjamin Mayer Tucker; 13 грудня 1930, Нашвілл, Теннессі — 4 червня 2013, Гатчісон-Айленд, Джорджія) — американський джазовий контрабасист.

## Біографія
Народився 13 грудня 1930 року в Нашвіллі, штат Теннессі. Вчився грати на тубі в школі (1948—49); вивчав музику в Університеті штату Теннессі і там почав грати на контрабасі. Упродовж двох років грав у клубах Нашвілла, потім чотири роки проходив військову службу. Після служби у 1950-х приєднався до Ворна Марша в Лос-Анджелесі; недовго працював з Артом Пеппером, потім з Карлом Перкінсом в клубі Tiffany Club.
У 1959 році переїхав у Нью-Йорк; грав з багатьма гуртами перед тим, як приєднався до Роланда Ганни. У кінці 1959 року гастролював з Кріс Коннор. У 1960-х грав з Гербі Менном, Біллі Тейлором. У 1961 році поїхав до Ріо-де-Жанейро з Кенні Доргемом, Зутом Сімсом, Кертісом Фуллером та ін. У 1961 році записувався з квінтетом Дейва Бейлі. Записувався з власним квінтетом на лейблі Ava у 1963 році. У 1960-х і 1970-х працював з Юсефом Латіфом, Мартіном Макпартлендом, Іллінойсом Жаке, Моузом Еллісоном, Петом Мартіно, Гарольдом Віком.
У 1972 році придбав і керував радіостанцією WSOK в Саванна, штат Джорджія. Автор композиції «Comin' Home Baby!». 
Загинув 4 червня 2013 року на острові Гатчісон-Айленд, штат Джорджія внаслідок ДТП.

## Дискографія
- Baby, You Should Know It (Ava, 1963)